# Артамонов, Прокопий Семёнович
Прокопий Семёнович Артамонов (1912—1971) — бригадир колхоза имени М. В. Фрунзе Викуловского района Тюменской области. Участник Великой Отечественной войны, председатель колхоза, Герой Социалистического Труда (18.03.1948).

## Биография
Родился в 1912 году в селе Чуртан Ишимского уезда Тобольской губернии, ныне в составе Викуловского районаТюменской области в семье крестьянина-батрака, переселенца из Центральной России. Русский.
С образованием в 1929 году местного колхоза «Красный пахарь» вступил в него и работал до мобилизации в Красную Армию в 1941 году.
Участник Великой Отечественной войны с сентября 1941 года. Боевой путь прошёл в составе 1-го мотострелкового батальона 11-й мотострелковой бригады 10-го танкового Днепровского корпуса. Отличился при форсирования реки Досты 21 сентября 1944 года, прикрывая огнём стрелковую роту, П.С.Артамонов из станкового пулемёта уничтожил пулемётный расчёт немцев и 24 вражеских солдата. За этот бой он был награждён орденом Красной Звезды. Из наградного листа от 26 сентября 1944 года:

«В ночь на 21.09.44 г. наводчик станкового пулемета мл. сержант Артамонов своим огнем обеспечил стрелковой роте возможность форсировать реку и закрепиться на высоте 77.9. В этом бою младший сержант Артамонов уничтожил 16 немецких солдат и пулеметный расчет немцев. В боях за переправу реки Досита уничтожил восемь немецких солдат, а всего двадцать четыре немецких солдата»— 
.
После демобилизации в ноябре 1945 года вернулся на родину и продолжил работать бригадиром в объединившемся колхозе имени М. В. Фрунзе.
В его бригаде активно применялся прогрессивный перекрёстный метод посева и в результате чего в 1947 году получили урожай яровой пшеницы в среднем по 14,4 центнера с гектара, а на отдельных участках по 30,33 центнера с гектара на площади 21 гектар, а ржи – по 11 центнеров с гектара.
В среднем же по колхозу урожай пшеницы составил по 14 центнеров с гектара.
Указом Президиума Верховного Совета СССР от 18 марта 1948 года за получение высокого урожая пшеницы в 1947 году бригадиру Артамонову Прокопию Семёновичу присвоено звание Героя Социалистического Труда с вручением ордена Ленина и золотой медали «Серп и Молот». 
Этим же указом высокого звания был удостоен и председатель колхоза имени Фрунзе В. С. Гольцов, оба стали первыми Героями Социалистического Труда в Тюменской области.
В последующие годы бригаде П. С. Артамонова доводилось получать и более высокие урожаи зерновых.
Проживал в родном селе Чуртан в Викуловском районе Тюменской области. 
Скончался в 1971 году. Похоронен Викуловский район.

## Награды
- Золотая медаль «Серп и Молот» (18.03.1948)
- Орден Ленина (18.03.1948)
- Орден Красной Звезды (01.10.1944)[3]
- Медаль «В ознаменование 100-летия со дня рождения Владимира Ильича Ленина» (6 апреля 1970)
- Медаль «За победу над Германией в Великой Отечественной войне 1941—1945 гг.» (9 мая 1945[4])
- Юбилейная медаль «Двадцать лет Победы в Великой Отечественной войне 1941—1945 гг.» (7 мая 1965[5])
- Медаль «За трудовую доблесть»
- Медаль «Ветеран труда»
- медалями ВДНХ СССР:

## Память
- Его имя увековечено в Главном Храме Вооружённых сил России, и навсегда запечатлено на мемориале «Дорога Памяти».
- В 2007 году именем Прокопия Артамонова названа одна из улиц в городе Тюмени[6].